# Bitwa pod Ignatpolem

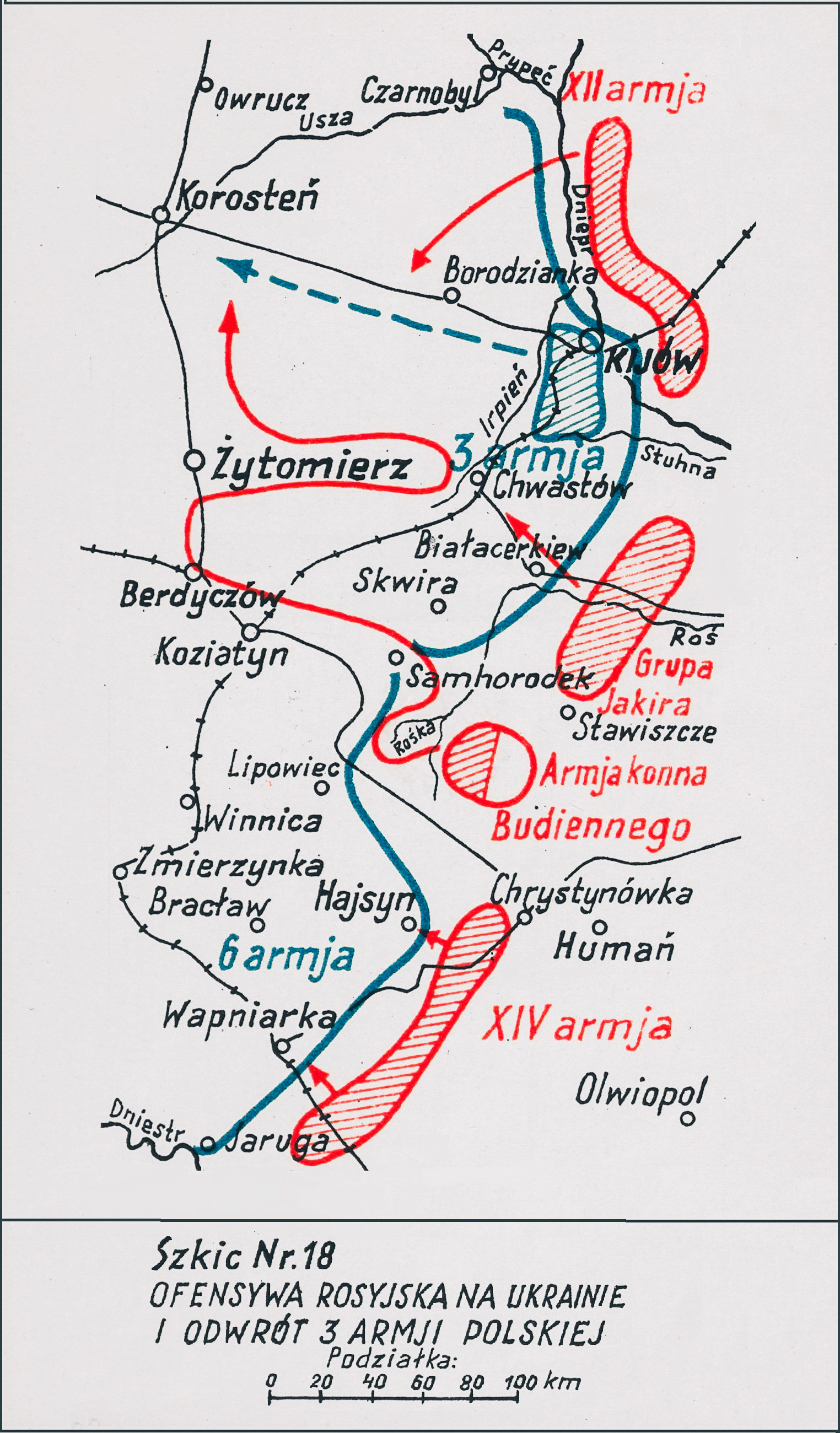
Adam Przybylski,
Wojna polska 1918–1921

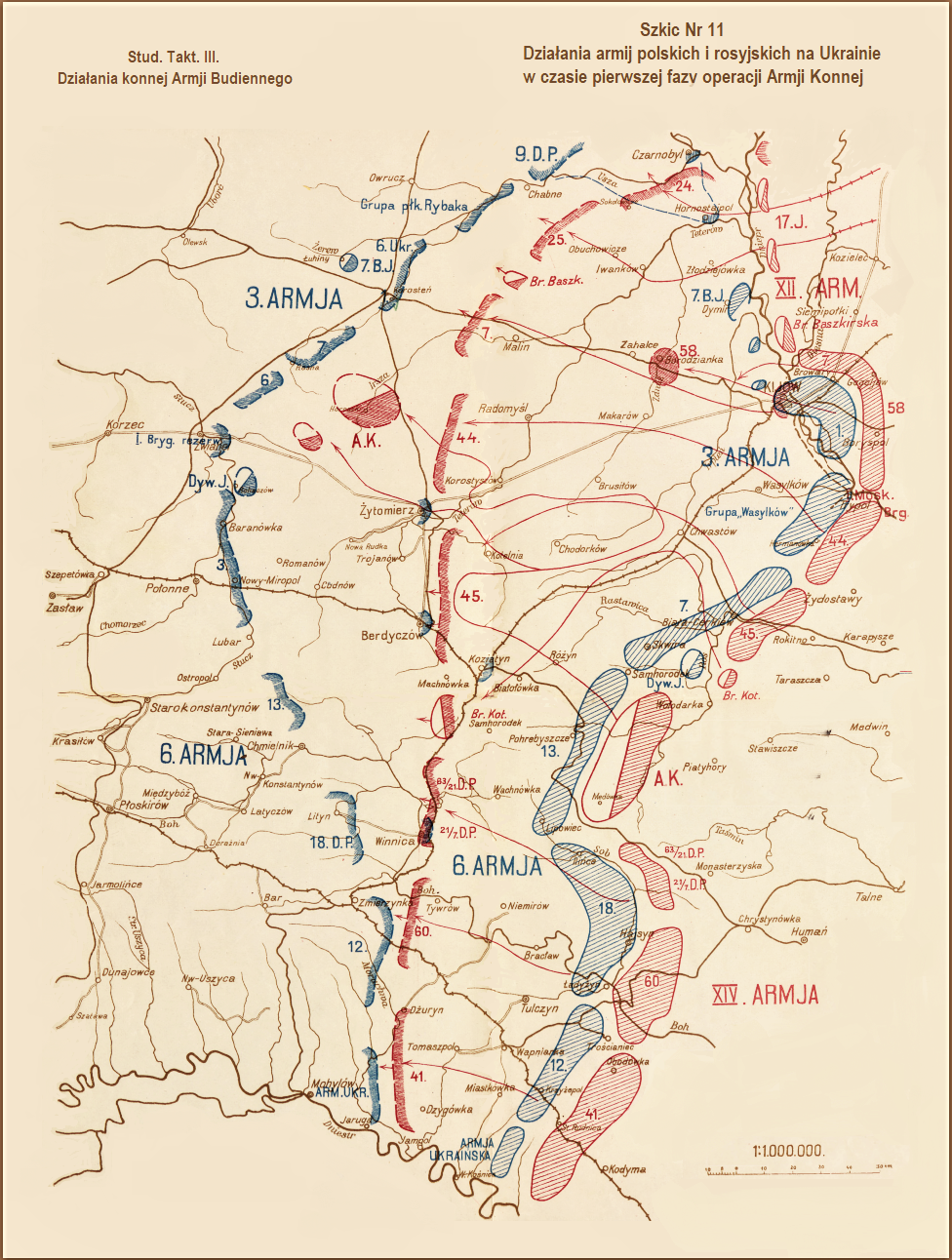
Mieczysław Biernacki,
Działania armji konnej Budiennego w kampanji polsko-rosyjskiej 1920 r.

Bitwa pod Ignatpolem – walki polskiego 5 pułku piechoty Legionów kpt. Eugeniusza Wyrwińskiego z oddziałami Baszkirskiej Brygady Kawalerii toczone w okresie ofensywy Frontu Południowo-Zachodniego w czasie wojny polsko-bolszewickiej.

## Sytuacja ogólna
Po spektakularnym sukcesie wojsk polskich na Ukrainie i zajęciu 7 maja 1920 Kijowa, front ustabilizował się na linii od Prypeci, wzdłuż Dniepru, przez Białą Cerkiew, Skwirę, Lipowiec, Bracław, Wapniarkę do Jarugi nad Dniestrem.
Armia Czerwona wykorzystała zastój na reorganizację sił i przygotowanie ofensywy. W rejon działań przybyła 1 Armia Konna Siemiona Budionnego. 26 maja rozpoczęła się sowiecka ofensywa na Ukrainie, a już 5 czerwca trzy dywizje sowieckiej 1 Armii Konnej przełamały trwale polski front na odcinku obrony grupy gen. Jana Sawickiego.
Sowiecki plan kontrofensywy na Ukrainie przewidywał odcięcie polskiej 3 Armii gen. Edwarda Rydza-Śmigłego, zgrupowanej w rejonie Kijowa, poprzez opanowanie Korostenia siłami 12 Armii, oraz Koziatyna i Żytomierza przez 1 Armię Konną Siemiona Budionnego.
10 czerwca odwrót spod Kijowa w kierunku na Korosteń rozpoczęła polska 3 Armia. Od wschodu na Korosteń kierowała się też Grupa Aleksandra Golikowa w składzie 25. i 7 Dywizje Strzelców oraz Baszkirska Brygada Kawalerii, a od południowego zachodu 1 Armia Konna. 16 czerwca polska 3 Armia dotarła do Uszy i rozpoczęła zajmowanie wyznaczonych jej pozycji obronnych.

## Walki pod Ignatpolem
Po bitwie w obronie Korostenia 5 pułk piechoty Legionów kpt. Eugeniusza Wyrwińskiego otrzymał rozkaz nawiązania łączności taktycznej z działającą na lewym skrzydle 3 Armii grupą płk. Józefa Rybaka.
Maszerując nocą, 21 czerwca pułk dotarł pod Ignatpol. Rozpoznanie ustaliło, że we wsi kwateruje część Baszkirskiej Brygady Kawalerii. Dowódca polskiego pułku postanowił wykonać koncentryczne uderzenie od zachodu, południa i wschodu. Zaskoczenie przeciwnika było zupełnie. Sowiecka kawaleria porzuciła tabory, broń ciężką, wiele innego sprzętu wojskowego i wycofała się w nieładzie.
Po walce 5 pp Leg. przeszedł za  Uborć i został podporządkowany dowódcy 6 Siczowej Dywizji Strzelców.

## Bilans walk
Wykorzystując element zaskoczenia, 5 pułk piechoty Legionów odniósł spektakularne zwycięstwo w skali taktycznej. W ręce Polaków wpadło kilkudziesięciu jeńców, 18 ciężkich karabinów maszynowych i wiele innego sprzętu wojskowego. Sukces wpłynął dodatnio na morale cofających się żołnierzy 5 pułku piechoty Legionów.